# 井上銀一
井上銀一（いのうえ ぎんいち、1923年12月23日 - 2015年1月10日）は岐阜県出身の会社経営者。

## 人物
1923年、岐阜県根尾村（現・本巣市）生。1947年、女性用ファッション（婦人服）の専門店として岐阜市に井上商店を創業。日本の婦人服分野の草分けとなった。その後東京に進出して、1956年、自らの氏名から取った「井銀株式会社（現・イギン株式会社）」として法人化し、自ら各地のデパートなどに営業に回って販路を拡大するとともに、専属のデザイナーを多数擁して、デザイン・製造・販売の一体化による、「日本一高品質・高級感のあるファッションブランド」を作り上げた。この功績がたたえられ、1999年、岐阜新聞主催の「岐阜新聞大賞・産業賞部門」を受賞した。
2015年1月10日、肺炎のため死去。享年91。